# Pilar Castillo Sánchez
Pilar Castillo Sánchez (La Coruña, 8 de mayo de 1895-1942) fue una pianista, profesora de piano y compositora española de principios del siglo XX.

## Biografía
Nació en La Coruña probablemente el 8 de mayo de 1895, aunque algunos periódicos indican que fue en 1893. Era la hija menor del matrimonio entre la maestra de piano de Lugo Salvadora Sancha de Castillo y el dibujante de obras públicas Enrique Castillo Baroa. Su madre debió ser la iniciadora de su formación musical. Continuó su formación con Eugenia Osterberger. Según fuentes de la época, a los cinco años Pilar podía tocar las canciones de piano que acababa de escuchar por primera vez. Estudió solfeo y piano en la Sociedad Económica de Compostela con altas calificaciones. También estudió con Canuto Berea Rodrigo, citado como un pianista destacado con quien llegó a dominar las mayores dificultades técnicas, y también con Pilar F. de la Mora. La pianista vasca María Luisa Ozaita señaló que Arthur Rubinstein se interesó por ella y le dio consejos y apoyo en su carrera.

### Trayectoria musical
No tardó en ofrecer sus primeras actuaciones públicas en su ciudad natal, casi siempre acompañada de su hermana Salvadora (o Dora). La primera referencia encontrada en la prensa sobre los inicios de su carrera apareció en un artículo de la Revista Gallega el 10 de abril de 1904, donde apareció en un artículo sobre un festival en beneficio de la Cocina Económica de La Coruña celebrado en el Teatro Principal. Hay al menos dos referencias más a ese mismo mes, la primera de ellas una semana después en otro concierto benéfico en el mismo escenario, y la segunda hace referencia a uno de los conciertos organizados en su casa "Saunier", citando a Pilar Castillo como discípula de Eugenia Osterberger. Esta segunda referencia indica que Pilar tocaba, además del piano, la guitarra, el arpa y el violín, instrumento que estudió bajo la dirección de Manuel Sánchez Yáñez.
Posteriormente aparece acompañando en 1911 al violonchelista Charles van Isterdael a los 16 años. Al año siguiente actuó en París, en el Ateneo de Madrid (en el que interpretó ocho obras de Franz Liszt, algunas muy difíciles) y en Niza. La prensa se hizo eco del talento de la pianista coruñesa, señalando el crítico musical de Le Monde tras el concierto que Pilar Castillo ofreció en París:

Acabamos de escoitar a unha moza de talento pianístico extraordinario: o de mademoiselle Pilar Castillo, unha española de dezasete anos. Son raras a esa idade tal forza, virtuosismo, técnica e musicalidade [...] Cando se escoita non se ten a impresión dun prodixio, xa que o seu xeito de tocar é fondo e razoado.

Posteriormente hay constancia de otros conciertos como los organizados por la Sociedad Filarmónica de Bilbao el 29 y 31 de enero de 1919, con la soprano francesa Jenny Dufau en el que alternó lieder (poemas musicalizados) con obras complejas para piano solo de Claude Debussy y Liszt.
Aunque no hay certeza al respecto, es posible que en su docencia hubiera ocupado una cátedra de piano en Madrid, ya que según Antonio Buxán (1990):

Pilar Cruz, catedrática de Historia da Música e de Estética até a morte de Pilar Castillo, data en que pasou ocupar a cátedra de piano.

El propio Buxán tenía en alta estima a la pianista de La Coruña, afirmando que fue una gran y extraordinaria pianista, probablemente, la mejor pianista de Europa de su tiempo:
Falleció en 1942, aunque no se tienen datos del lugar.

## Obra
Se desconoce el alcance de la obra de Pilar Castillo, de la que solo parece haberse conservado dos obras, la melodía gallega para canto y piano Durme, y la muiñeira Maruxiña sobre un texto de Eduardo Pondal.